# Associação Eslovaca de Futebol
A Associação Eslovaca de Futebol (em eslovaco: Slovenský futbalový zväz; SFZ) é a entidade máxima do futebol na Eslovaquia.
Foi fundada em 4 de novembro de 1938 e originalmente se tornou membro da FIFA em 1939, mas foi dissolvida após a Segunda Guerra Mundial porque República Tcheca e Eslováquia passaram a disputar competições de futebol conjuntamente, como Tchecoslováquia. Após a dissolução da Tchecoslováquia, a organização foi reformada, juntando-se à federação europeia, UEFA, em 1993, e voltando à FIFA em 1994.